# Новокраснянское муниципальное образование
Новокраснянское муниципальное образование — сельское поселение в Ершовском районе Саратовской области Российской Федерации.
Административный центр — село Новая Краснянка.

## История
Статус и границы сельского поселения установлены Законом Саратовской области от 27 декабря 2004 года № 82-ЗСО «О муниципальных образованиях, входящих в состав Ершовского муниципального района»

## Население
| 2010  | 2011  | 2012  | 2013  | 2014  | 2015  | 2016  |
| ----- | ----- | ----- | ----- | ----- | ----- | ----- |
| 1872  | ↘1864 | ↘1857 | ↘1823 | ↘1788 | ↘1771 | ↗1783 |
| 2017  | 2018  | 2019  | 2020  | 2021  |       |       |
| ↘1757 | ↘1747 | ↘1699 | ↘1679 | ↘1607 |       |       |

## Состав сельского поселения
| № | Населённый пункт | Тип населённого пункта          | Население |
| - | ---------------- | ------------------------------- | --------- |
| 1 | Жулидово         | посёлок железнодорожной станции | 25        |
| 2 | Лесной           | посёлок                         | ↘283      |
| 3 | Новая Краснянка  | село, административный центр    | ↘1208     |
| 4 | Сокорная Балка   | село                            | ↘356      |